# Грубник, Юрий Павлович
Юрий Павлович Грубник (род. 20 сентября 1960, Киев, СССР) — советский и российский актёр театра и кино, народный артист Российской Федерации (2005).

## Биография
Юрий Грубник родился 20 сентября 1960 года в Киеве. Родители актёра работали в театре.
После окончания школы приехал в  Москву и поступил в Щепкинское училище. В студенческие годы снялся в фильме-спектакле «День рождения Терезы» по пьесе советского драматурга Георгия Мдивани.

## Карьера
В возрасте 21 года Юрий Павлович Грубник попал в труппу Ногинского драматического театра. В 2012 году он был переименован в Московский областной театр драмы и комедии. Актера можно увидеть в спектаклях «Мнимый больной», «Чайка», «Очень простая история» и «Поминальная молитва». Юрий Грубник сыграл главную роль в криминальной драме «Лестница в небеса».
В фильмографии актёра также преобладают такие сериалы, как «Солдаты», «Склифосовский», «След» и «Ищейка». Юрий Павлович также снимался в сериалах «Бигль» и «Товарищ Сталин».
На данный момент актёр продолжает работу в Московском областном театре драмы и комедии.

## Фильмография
2000 - Лестница в небо - Володя Беркутов, главная роль
2004 - Кулагин и партнеры - капитан Мурзин
2008 - Солдаты 14 - полковник Аксёнов
2009 - Барвиха - отец Леси
2014 - Бессонница - судья
2016 - Проклятие спящих - патологоанатом
2018 - Декабристка - Павел Григорьевич, начальник милиции
2019 - Мылодрама - Валерий Киселёв, главная роль
2019 - Мылодрама 2 - Валерий Киселёв, главная роль
2020 - Милиционер с Рублёвки - Горшков, главная роль
2021 - Братья - Сергей
2022 - Наследство - мэр
2023 - Гелий-3 - Юрич
2023 - Наследники. Дар крови - антиквар